# Tan Zongliang
Dans ce nom, le nom de famille, Tan, précède le nom personnel.
Tan Zongliang (né le 29 novembre 1971 à Weifang, en Chine) est un tireur sportif au pistolet de nationalité chinoise. 

## Sa carrière
Vainqueur de deux Championnats du Monde ISSF consécutifs en 50 m pistolet libre (en 2002 à Lahti et en 2006 à Zagreb), il a participé à cinq Jeux olympiques. En 1996, aux Jeux olympiques d'Atlanta, il se classe sixième en 10 m pistolet air comprimé. 
Puis en 2000, aux Jeux olympiques de Sydney, c'est la onzième place qu'il atteint dans la même catégorie.
Quatre ans plus tard, à Athènes en 2004, il finit neuvième en pistolet 10 m air comprimé et dixième en 50 m pistolet libre.
Puis à Pékin, lors des Jeux olympiques de 2008, malgré sa onzième place au pistolet à air comprimé, il atteint enfin le podium avec la médaille de bronze en 50 m pistolet libre, qui se transforme en argent, à la suite de la disqualification du Nord-Coréen Kim Jong-su, contrôlé positif pour dopage.